# Соминський заказник
Со́минський — гідрологічний заказник місцевого значення в Україні. Об'єкт розташований на території Ковельського району Волинської області, на північний схід від села Скулин. 
Площа 29,8 га. Статус присвоєно згідно з рішенням Волинського облвиконкому від 04.09.1985 року № 301. Перебуває у віданні Ковельського СЛАТ «Тур», Стеблівське л-во кв. 27, вид. 31. 
Статус присвоєно для збереження природних комплексів озера Сомине та навколоводних болотяних угідь. Площа озера 28,13 га, ширина 0,4 км, довжина 0,7 км. Пересічна глибина —1,5 м, максимальна — 2,8 м. Озеро заросле осотом, рястом, жабурником та іншою болотяною рослинністю, інтенсивно евтрофікується, поступово перетворюючись на болото. У водах озера росте латаття біле, включене в Зелену книгу України.

## Галерея

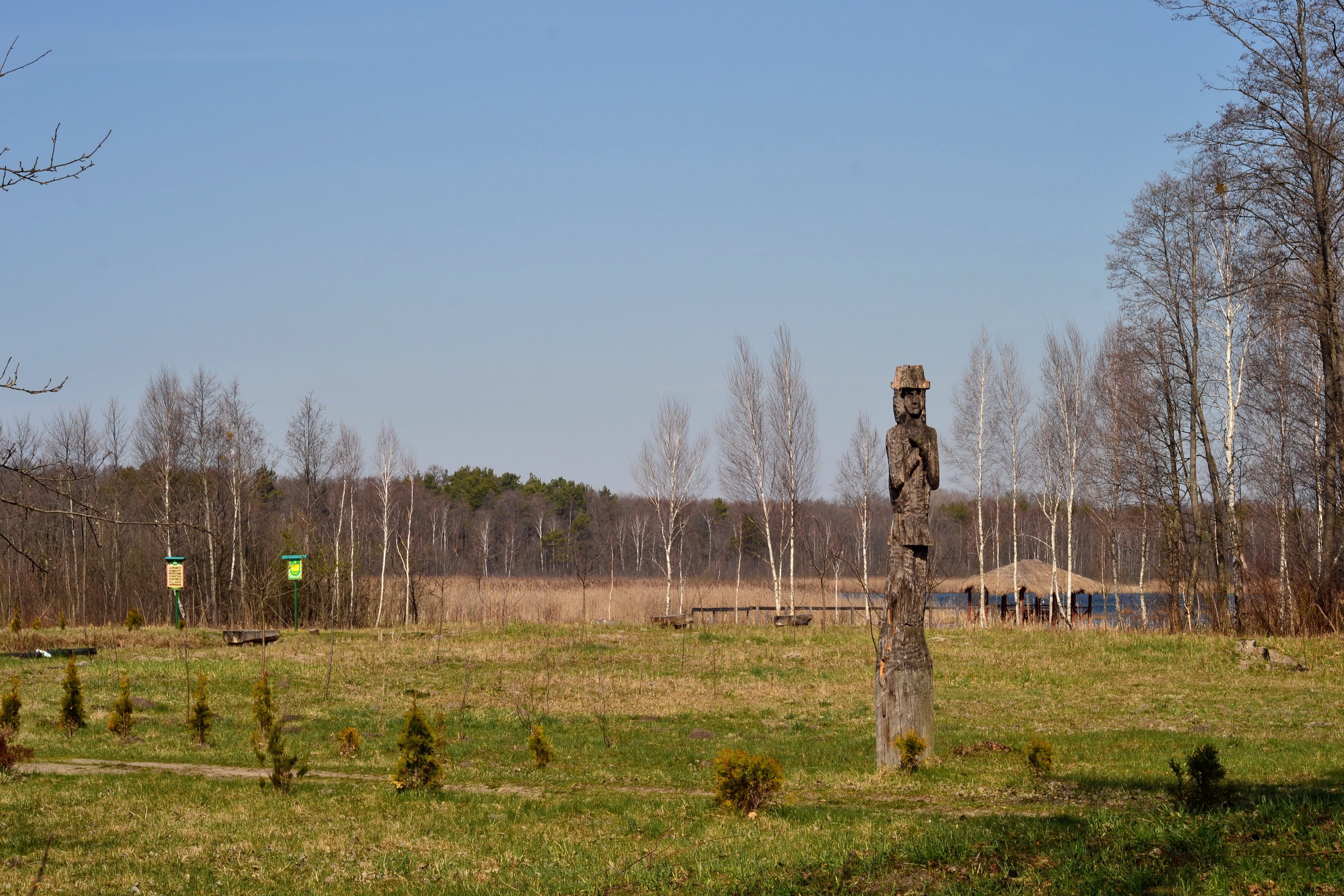
Загальний вигляд
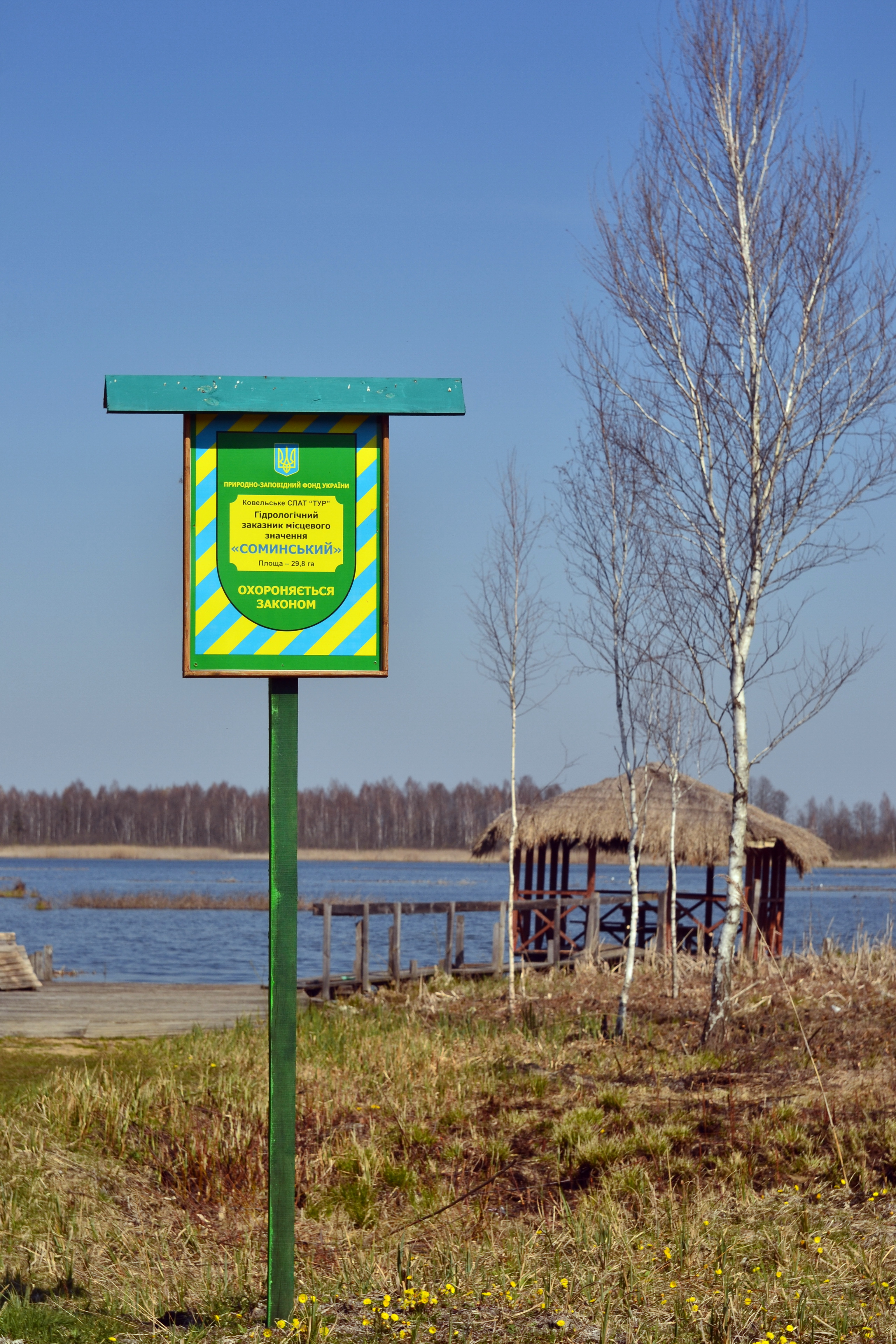
Охоронна дошка
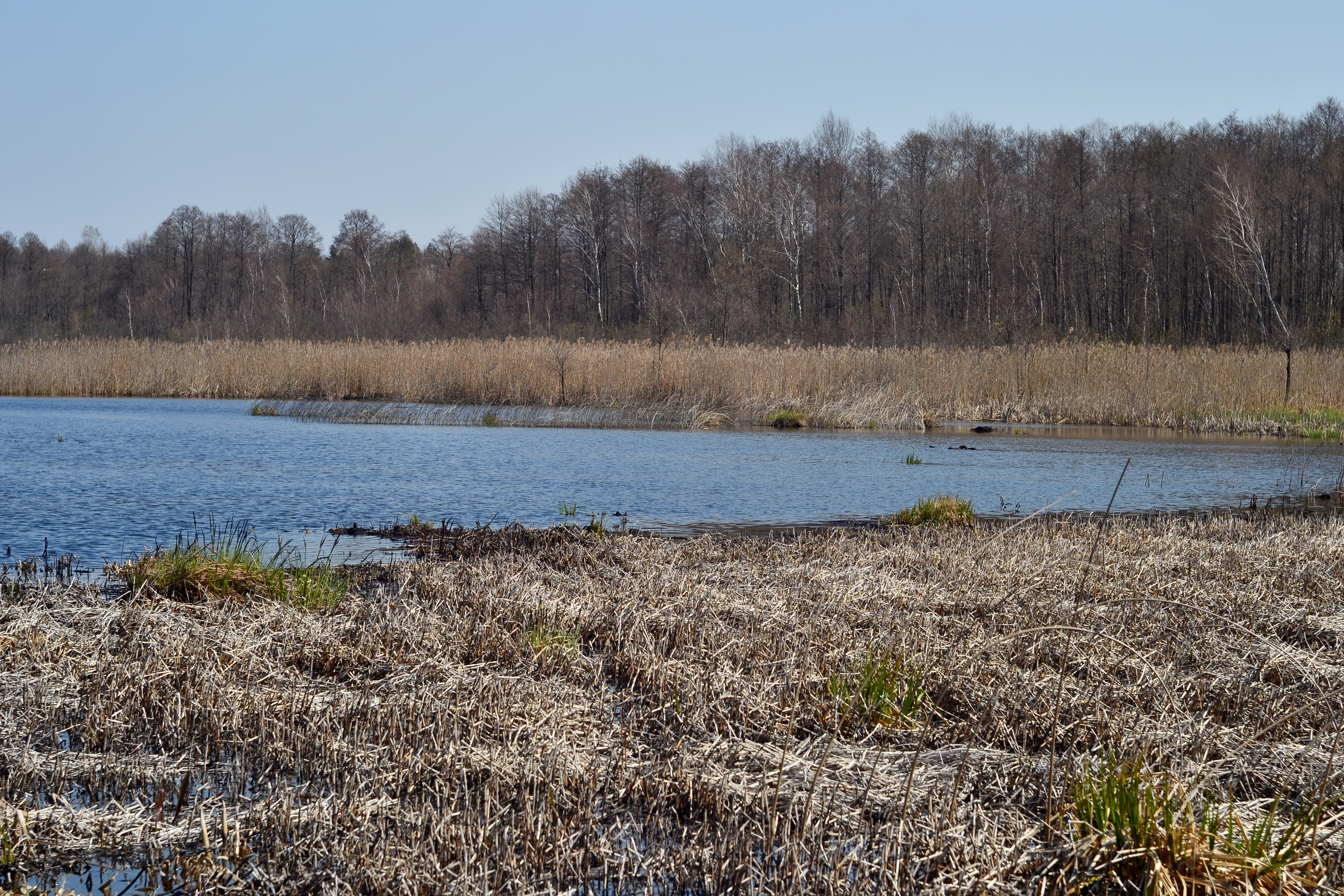
Вигляд південно-східного берега
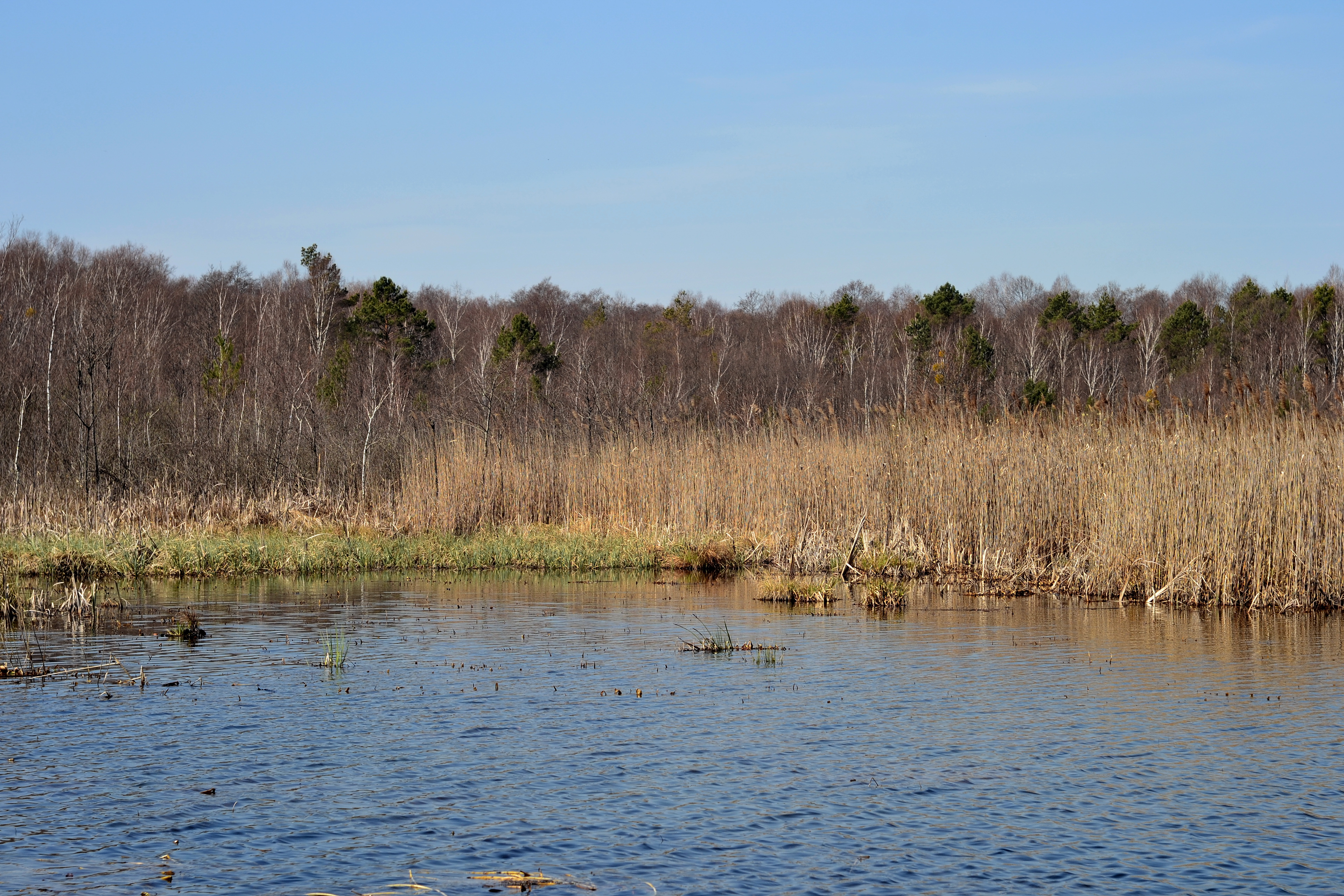
Вигляд західного берега
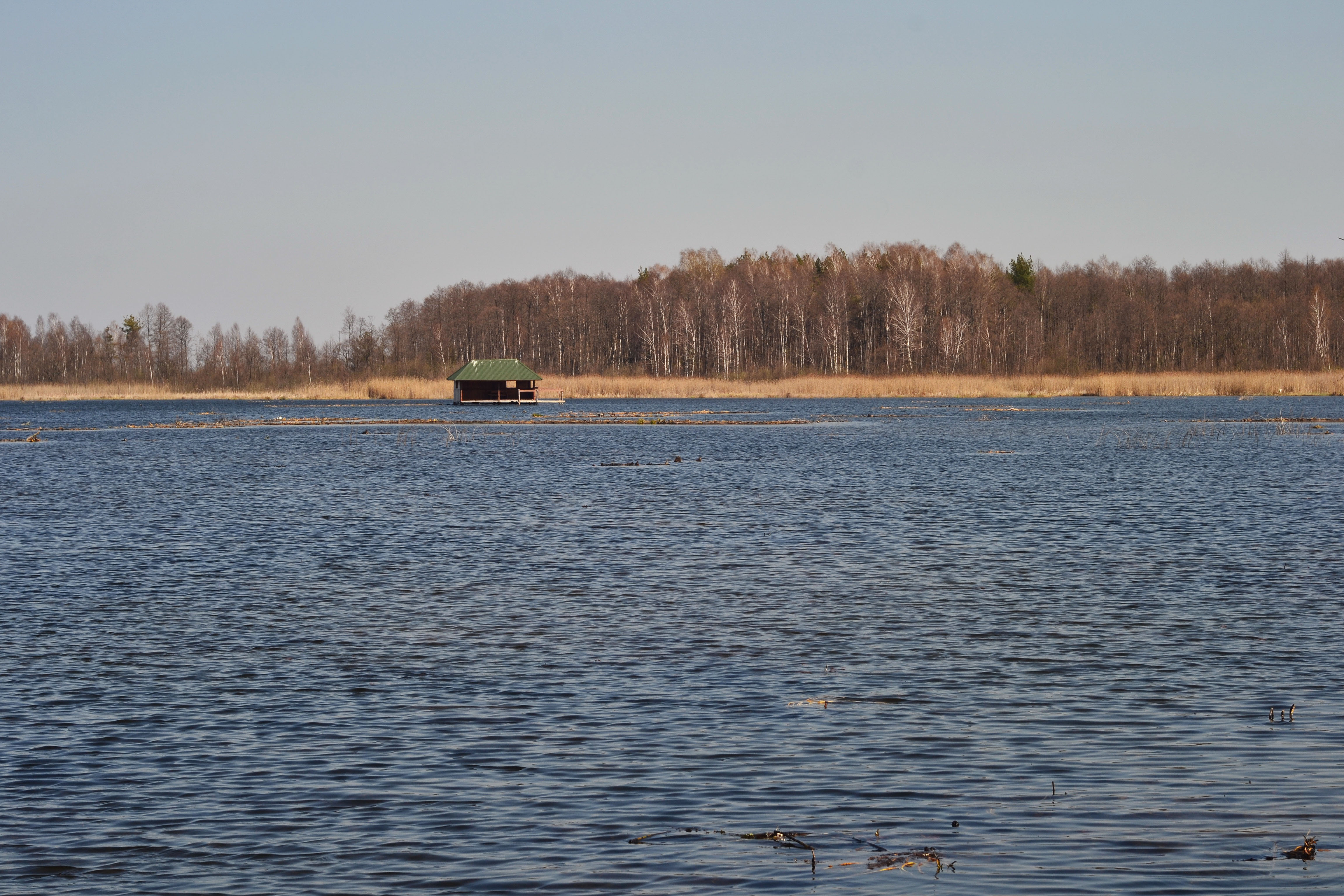
Вигляд на озеро